# Down in the Groove
Down in the Groove é o vigésimo quinto álbum de estúdio do cantor Bob Dylan, lançado a 30 de Maio de 1988.
No ano de 2007, a revista Rolling Stone catalogou este disco como o pior da carreira de Bob Dylan.
O disco atingiu o nº 61 da Billboard 200.
| Críticas profissionais                                                      | Críticas profissionais |
| Avaliações da crítica                                                       | Avaliações da crítica  |
| Fonte                                                                       | Avaliação              |
| --------------------------------------------------------------------------- | ---------------------- |
| Allmusic                                                                    | [ 3 ]                  |
| Rolling Stone                                                               | [ 4 ]                  |
| Esta tabela precisa de ser acompanhada por texto em prosa. Consulte o guia. |                        |

## Faixas
1. "Let's Stick Together" (Wilbert Harrison) – 3:09
2. "When Did You Leave Heaven?" (Walter Bullock, Richard Whiting) – 2:15
3. "Sally Sue Brown" (Arthur June Alexander, Earl Montgomery, Tom Stafford) – 2:29
4. "Death Is Not The End" (Bob Dylan) – 5:10
5. "Had a Dream About You, Baby" (Bob Dylan) – 2:53
6. "Ugliest Girl In The World" (Bob Dylan, Robert Hunter) – 3:32
7. "Silvio" (Bob Dylan, Robert Hunter) – 3:05
8. "Ninety Miles An Hour (Down A Dead End Street)" (Hal Blair, Dan Robertson) – 2:56
9. "Shenandoah" (trad. arr. Bob Dylan) – 3:38
10. "Rank Strangers To Me" (Albert E. Brumley) – 2:57

## Créditos
- Bob Dylan – Guitarra, harmónica, teclados, vocal
- Michael Baird – Bateria
- Peggie Blu – Vocal de apoio
- Alexandra Brown – Vocal de apoio
- Eric Clapton – Guitarra
- Alan Clark – Teclados
- Carolyn Dennis – Vocal de apoio
- Sly Dunbar – Bateria
- Nathan East – Baixo
- Mitchell Froom – Teclados
- Full Force – Vocal de apoio
- Jerry Garcia – Vocal
- Willie Green, Jr. – Vocal de apoio
- Beau Hill – Teclados
- Randy "The Emperor" Jackson – Baixo
- Steve Jones – Guitarra
- Steve Jordan – Bateria
- Danny Kortchmar – Guitarra
- Bobby King – Vocal de apoio
- Clydie King – Vocal de apoio
- Larry Klein – Baixo
- Mark Knopfler – Guitarra
- Brent Mydland – Vocal
- Madelyn Quebec – Teclados, vocal de apoio
- Robbie Shakespeare – Baixo
- Stephen Shelton – Bateria, teclados
- Paul Simonon – Baixo
- Henry Spinetti – Bateria
- Bob Weir – Vocal
- Kip Winger – Baixo
- Ronnie Wood – Baixo